# Štefan Haššík
Štefan Haššík (* 25. November 1898 in Dlhé Pole, Österreich-Ungarn; † 1985 in Cleveland) war ein slowakischer und tschechoslowakischer Politiker, Funktionär der Hlinka-Partei und ersetzte von 1944 bis 1945 den zum Slowakischen Nationalaufstand übergelaufenen Ferdinand Čatloš als Verteidigungsminister des Slowakischen Staates.

## Leben
Haššík beteiligte sich bei der Organisierung der Slowakischen Volkspartei in der Ostslowakei. Ab 1925 war er deren Abgeordneter im tschechoslowakischen Parlament in Prag. Von 1938 bis 1939 war er Regierungsdelegierter der slowakischen autonomen Regierung in Prag. Von 1939 bis 1940 war er Gespanverwalter der Gespanschaft Prešov, 1940 bis 1944 der Gespanschaft Nitra. In dieser Zeit soll er gute Kontakte mit der jüdischen Gemeinschaft der Gespanschaft Nitra gepflegt haben, wofür er von deutschen Agenten kritisiert wurde.
Nach dem Rücktritt der Regierung Vojtech Tukas infolge des Slowakischen Nationalaufstands, wurde er im September 1944 Verteidigungsminister in der neuen Regierung unter Ministerpräsident Štefan Tiso, die bereits vollständig zur Erfüllungsgehilfin der deutschen Okupationsmacht herabgesunken war.
Als die Rote Armee im Frühjahr 1945 in die Slowakei einmarschierte, konnte Haššík die nach dem Nationalaufstand auseinandergebrochene slowakische Armee noch einmal reorganisieren und 41.000 Soldaten an die Seite der Wehrmacht heranziehen. Die schlecht ausgerüsteten und nur minimal ausgebildeten slowakischen Streitkräfte hatten aber der sowjetischen Übermacht nichts entgegenzusetzen und die Slowakei wurde bis April 1945 sowjetisch besetzt.

## Kriegsende
Nach Kriegsende flüchtete Haššík vor den tschechoslowakischen Organen ins Ausland. Am 11. November 1947 wurde er in der Tschechoslowakei in Abwesenheit zum Tode verurteilt. Er flüchtete zuerst nach Italien, dann nach Argentinien und zuletzt nach Cleveland in die Vereinigten Staaten.